# Sillbullar
Sillbullar är en maträtt som består av kokt, nedmalt kött och ursaltad sill samt skorpmjöl och lök. Bullarna paneras med rågmjöl, formas som biffar och steks. Sillbullarna serveras ofta med korintsås.
Tack vare att sillen inte är överfiskad är det ur miljösynpunkt bra att äta sillbullar. Eftersom sillen är en fet fisk med långa fleromättade fettsyror, kan den minska uppkomsten av hjärtkärlsjukdomar.